# Llengües semítiques occidentals
Les llengües semítiques occidentals són un subgrup important de les llengües semítiques. Una anàlisi extensament acceptada, recolzada per estudiosos semitistes com Robert Hetzron i Juan Huehnergard, divideix la família de les llengües semítiques en dues branques: oriental i occidental.
L'anterior consisteix en les llengües extintes d'Ebla (eblaïta) i d'Accad (accadi), l'últim del grup de les llengües semítiques. Consisteix en els subgrups ben definits: etiòpic, al sud; àrab i semític del nord-oest (aquest incloent hebreu, arameu i ugarític).
Els dos primers: l'etiòpic al sud i l'àrab demostren amb detall característiques comuns i s'agrupen sovint amb el semític del sud. La classificació correcta de l'àrab amb la resta de llengües semítiques es discuteix.
Hetzron i Huehnergard el col·loquen amb les llengües del nord-oest del semític, per formar el semític central.
Alguns estudiosos del semític segueixen discutint per la més vella classificació basada en la característica distintiva de plurals fets fallida.

## Classificació interna
Les llengües semítiques occidentals es divideixen així:
- Semític central
  - Semític nord-occidental
    - Ugarític
    - Arameu
    - Cananeu

  - Semític sud-occidental (aràbic)
- Semític meridional
  - Llengües sud-aràbigues
  - Llengües etiòpiques

## Comparació lèxica
Els numerals en diferents llengües semítiques centrals:
| GLOSSA | PROTO- SEMÍTIC CENTRAL | Semític meridional | Semític meridional | PROTO- SEMÍTIC OCCIDENTAL |
| GLOSSA | PROTO- SEMÍTIC CENTRAL | PROTO- SUD-ARÀBIC  | PROTO- ETIÓPICO    | PROTO- SEMÍTIC OCCIDENTAL |
| ------ | ---------------------- | ------------------ | ------------------ | ------------------------- |
| '1'    | *ʔaḥad                 | *tʼād              | *ḥad-              | *ḥad-                     |
| '2'    | *ṯināyin               | *ṯəroh             | *kɨlʔ-             | *ṯin-                     |
| '3'    | *śalāṯ                 | *ɬāθayt            | *śalas             | *śalāṯ                    |
| '4'    | *ʔarbaʕ                | *ʔarbaʕ            | *ʔarbaʕ            | *ʔarbaʕ                   |
| '5'    | *ḫamša                 | *ḫəmmoh            | *ḫams-             | *ḫamš-                    |
| '6'    | *šiṯṯa                 | *šdīt              | *sidsis-           | *šidṯ-                    |
| '7'    | *šabʕa                 | *šābaʕ             | *sabʕa             | *šabʕa                    |
| '8'    | *ṯamānya               | *ṯamāni            | *samān             | *ṯamān-                   |
| '9'    | *tišʕa                 | *saʕ               | *tisʕ-             | *tišʕa                    |
| '10'   | *ʕaśr(a)               | *ʕāɬər             | *ʕaśir             | *ʕaśr                     |
En la taula anterior s'ha usat la transcripció semitològica /ḥ, ṯ, ś, š, ḫ/ per a les fricatives que usualment s'escriuen mitjançant AFI com /ħ, θ, ɬ, ʃ, x/.